# Resaid
Resaid war ein deutsches Gesangs-Duo, das Coverversionen von Hits der 1990er und 2000er akustisch neu interpretiert.

## Bandgeschichte
Die Bandmitglieder Leonore Bartsch und Tamara „Tamy“ Ruprecht sowie später Alyssa Drichel und Charlotte Klauser wurden unabhängig voneinander von Seiten der Produzenten und der Plattenfirma angesprochen, ob sie Lust auf das Projekt hätten, und lernten sich erst anschließend kennen.
Ähnlich wie beim französischen Cover-Projekt Nouvelle Vague entschied man sich für junge Sängerinnen, damit sie unbelastet an die Klassiker herangehen und die Lieder ganz neu interpretieren konnten.
Anfang Mai 2014 wurde Resaid, in der Besetzung mit Leonore Bartsch und Tamara Ruprecht, der Öffentlichkeit vorgestellt, indem das in Verona gedrehte Musikvideo zu Toca’s Miracle, einer Coverversion von Fragma, veröffentlicht wurde. Das Album Acoustic Adventures folgte am 1. August 2014. Am 12. Dezember 2014 wurde eine Remix-Version von Freed from Desire als Download-Single veröffentlicht. In Frankreich, Andorra und Monaco wurde die Single Freed from Desire unter dem Bandnamen Tamy & Leo veröffentlicht.
2016 wurde das Projekt mit den neuen Sängerinnen Alyssa Drichel und Charlotte Klauser fortgeführt, die diesmal Hits von Boy- und Girlbands der 90er Jahre auf ihrem Album boys & girls covern. Als Vorab-Single erschien am 1. April 2016 die Single Push the Button, eine Coverversion von den Sugababes.

## Mitglieder

### Besetzung 2014

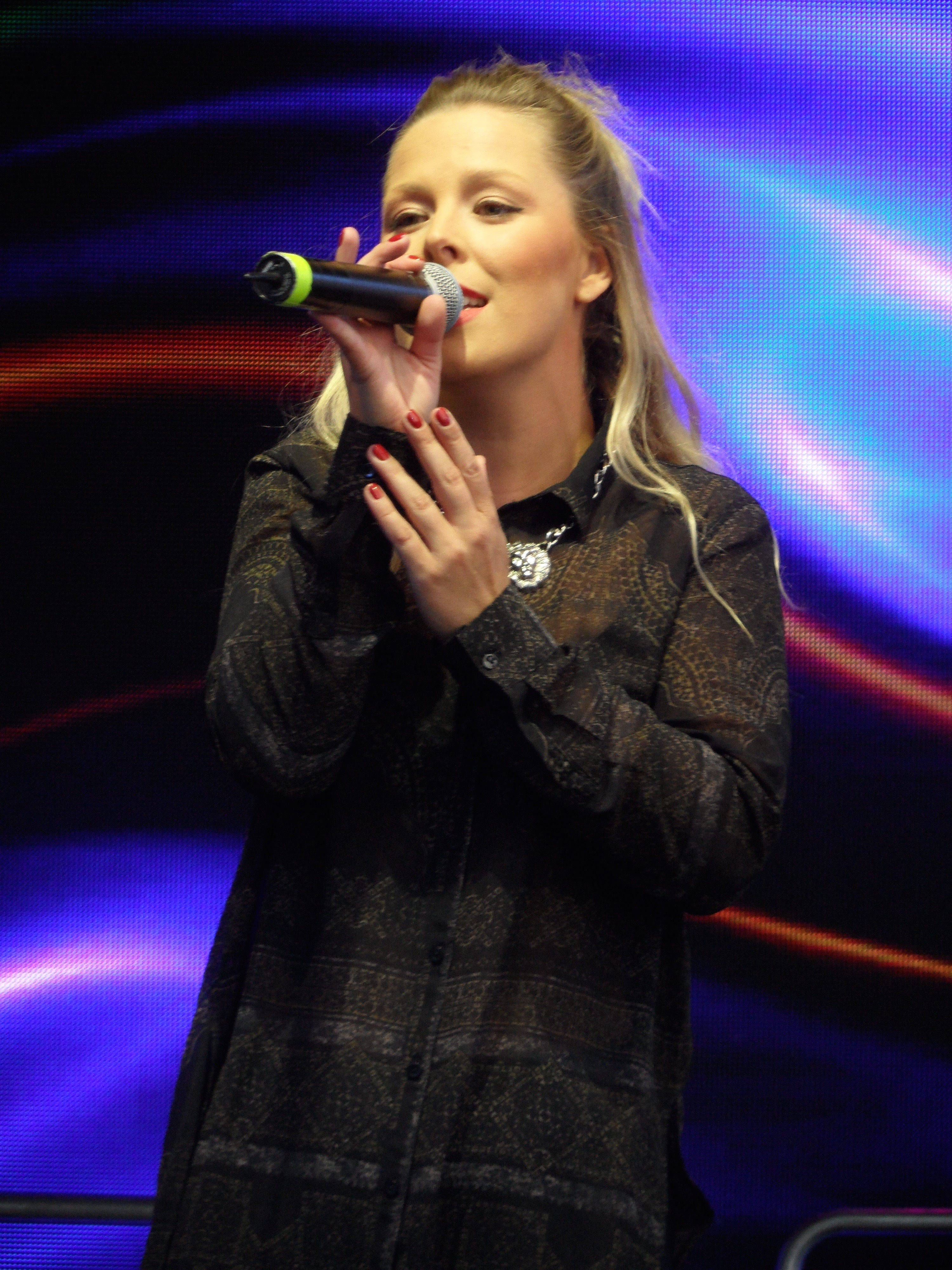
Leo Bartsch gehörte 2014 zur Besetzung von Resaid

Leonore Bartsch (* 14. September 1988) sang von 2008 bis 2012 bei der Pop-Gruppe Queensberry. Zusammen mit Dennis Krüger von 4Lyn gründete Bartsch 2012 bereits ihr erstes Akustik-Projekt Léo Noire, das mit Coverversionen von Liedern u. a. von Rihanna und Kings of Leon auftrat.
Tamara Ruprecht (* 22. September 1991) gewann 2009 den Talentwettbewerb Regional Next Superstar. Durch ihre Videos auf dem Portal MyVideo wurde sie 2010 für Demo-Aufnahmen ins Studio gebeten, aber erst im Winter 2012 erhielt sie von der Plattenfirma das Angebot für das gemeinsame Akustik-Album, das Coverversionen von Dance-Hits der 1990er und 2000er enthält.

### Besetzung 2016

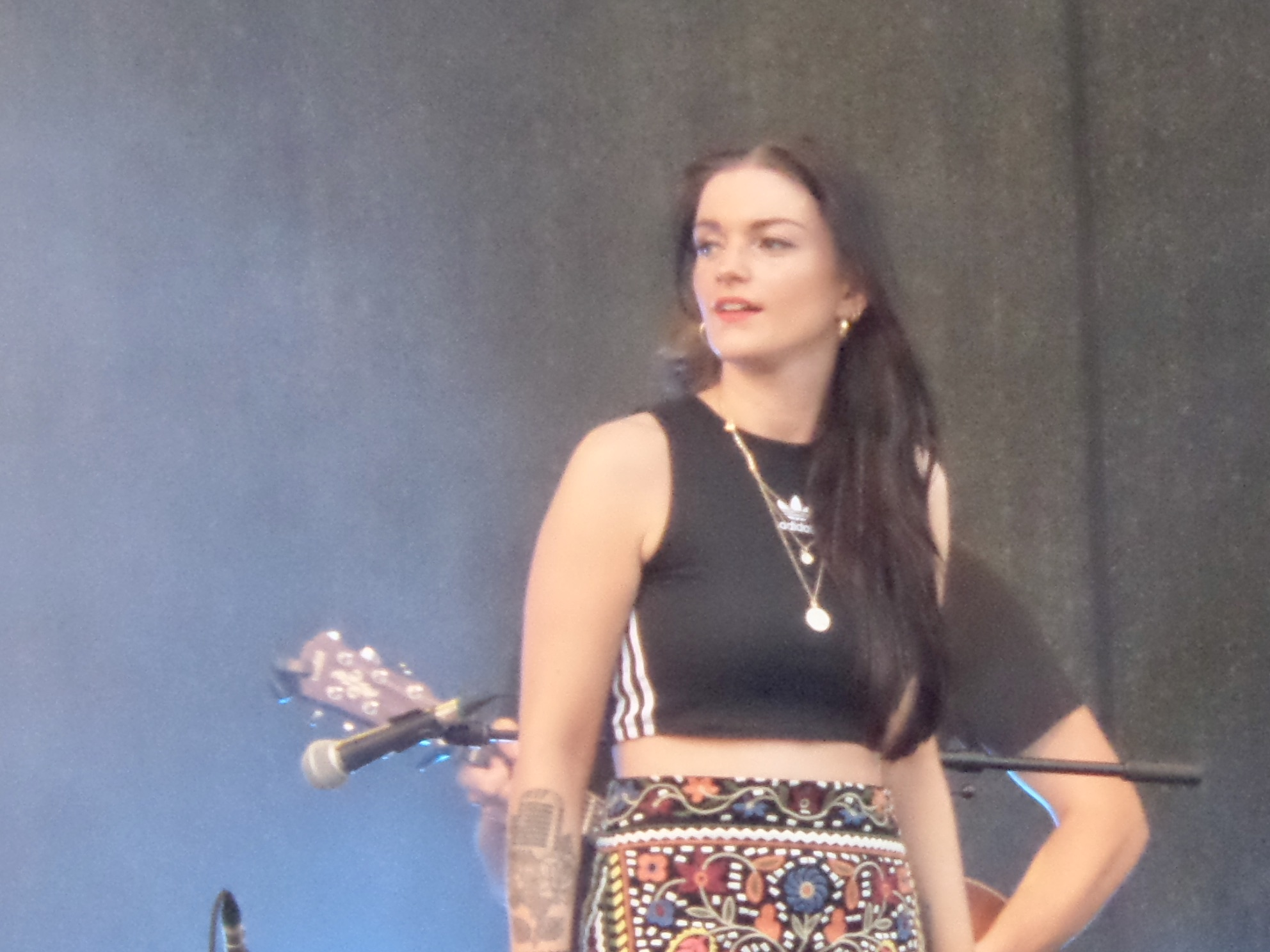
Alyssa Drichel gehörte 2016 zur Besetzung von Resaid.

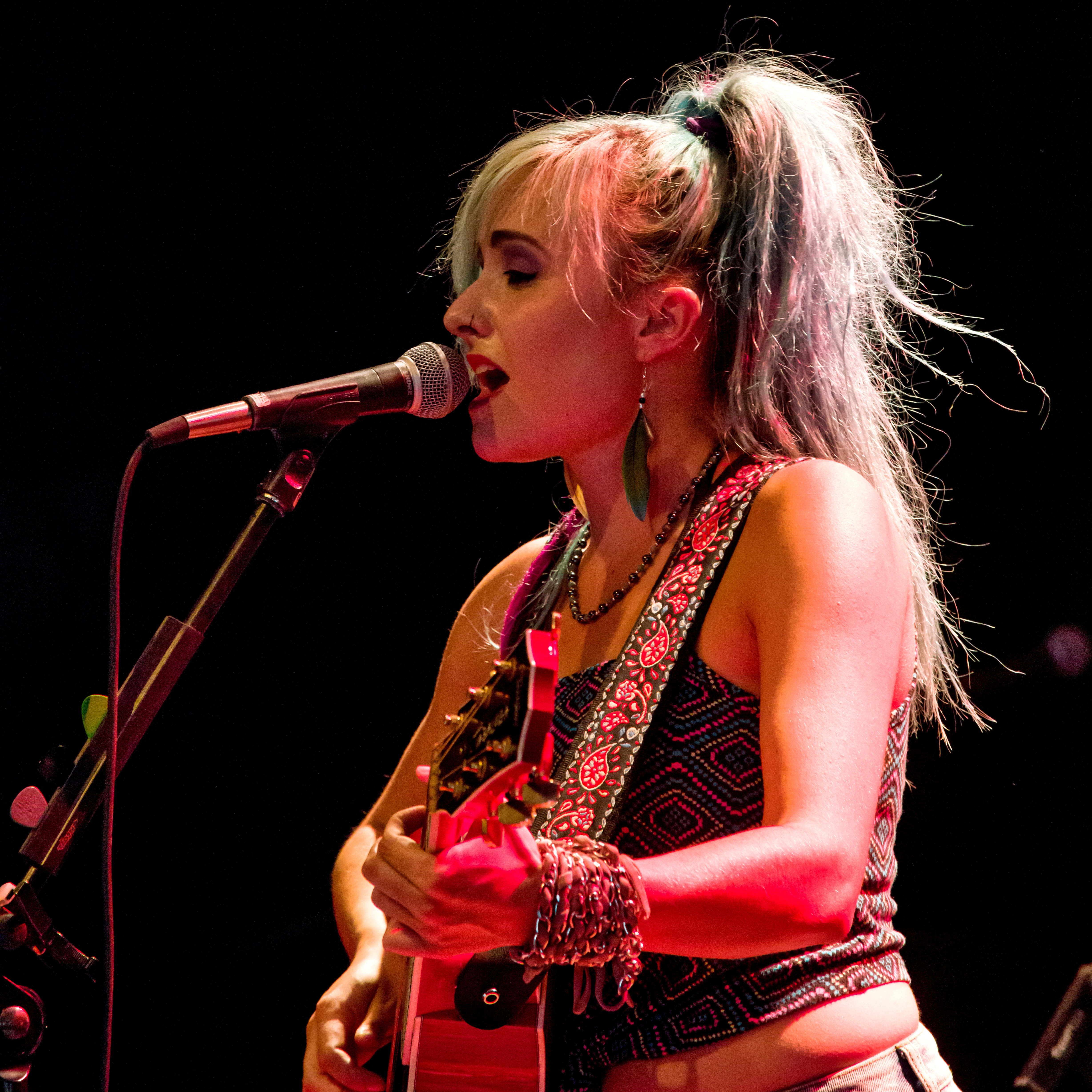
Charlotte Klauser gehörte 2016 zur Besetzung von Resaid.

Alyssa Drichel (* 16. Juli 1993) gewann 2009 den regionalen Gesangswettbewerb „Hildesheim sucht den Superstar“ und sammelte damit ihre ersten Erfahrungen im Studio. Mit ihrem Solo-Projekt „Alyssa“ (Deutsche Popmusik) ist sie seit 2014 unterwegs. Gegründet wurde die Band in Hannover. Im Winter 2015 erhielt sie das Angebot von der Plattenfirma für das zweite Akustik-Album von Resaid.
Charlotte Klauser (* 16. Juli 1990) gewann 1999 den 1. Platz bei Jugend musiziert im Fach Geige. Mit ihrer Schwester gründete sie 2002 die Band The Black Sheep, mit der sie 2006 den silbernen Bravo Otto als Deutschlands beste Schülerband gewann. 2014 nahm sie an der TV-Sendung Keep Your Light Shining teil. Als Background-Sängerin ist sie seit 2013 für Peter Maffay tätig.

## Diskografie

### Studioalben
| Jahr | Titel               | Höchstplatzierung, Gesamtwochen, AuszeichnungChartsChartplatzierungen (Jahr, Titel, Platzierungen, Wochen, Auszeichnungen, Anmerkungen) | Anmerkungen                          |
| Jahr | Titel               | DE | Anmerkungen                          |
| ---- | ------------------- | --- | ------------------------------------ |
| 2014 | Acoustic Adventures | DE14 (7 Wo.)DE | Erstveröffentlichung: 1. August 2014 |
| 2016 | Boys & Girls        | — | Erstveröffentlichung: 6. Mai 2016    |

### Singles
- 2014: Freed from Desire (Original: Gala)
- 2016: Push the Button (Original: Sugababes)
- 2016: Whole Again (Original: Atomic Kitten)